# Tetrakvark
Tetrakvark je hipotetični delec, ki bi ga sestavljali štirje kvarki, od tega dva kvarka in dva antikvarka. Obstoj tetrakvarka predvideva kvantna kromodinamika. Spin tetrakvarka bi bil celoštevilčen. Zaradi tega ga prištevamo med mezone. 
Do sedaj v poskusih še niso potrdili obstoja tetrakvarka, čeprav je znanih nekaj kandidatov, za katere trdijo, da imajo strukturo tetrakvarka (primer : delec X(3872) z maso 3872 MeV) .